# Classe La Confiance
La classe La Confiance – o Patrouilleurs Antilles Guyane (PAG) (dal francese: Pattugliatori Antille Guyana) e originariamente Patrouilleurs légers guyanais (PLG) (dal francese: Pattugliatori leggeri guyanesi) fino al gennaio 2019 – è una classe di pattugliatori d'altura sviluppata e prodotta dalla Socarenam e disegnata e progettata dal Bureau d'études Mauric. Questa classe navale (e la nave capoclasse) porta il nome del veliero a tre alberi La Confiance del corsaro francese Robert Surcouf.

## Storia
La Direction générale de l'Armement (DGA) ha notificato a Socarenam, il 19 dicembre 2014, due patrouilleurs légers guyanais, e anche 6 anni di supporto iniziale per ogni nave che sarà effettuato da CNN MCO.
La Marine nationale ne ha acquisito inizialmente 2 unità per sostituire le 2 unita della classe P400 che erano basate nella Guyana francese.
I due pattugliatori di stanza di Guyana francese avranno per missione la sorveglianza delle zone di pesca e [la sorveglianza] durante i lanci del vettore Ariane.
Il 1º dicembre 2017 è ordinato un terzo pattugliatore per essere impiegato in Martinica dal 2019.

## Unità
| N°   | Nome           | Impostazione | Varo             | Accettazione    | Ingresso in servizio | Porto base                          |
| ---- | -------------- | ------------ | ---------------- | --------------- | -------------------- | ----------------------------------- |
| P733 | La Confiance   | 2015         | 18 dicembre 2015 | 25 ottobre 2016 | 27 aprile 2017       | Dégrad des Cannes (Guyana francese) |
| P734 | La Résolue     | 2016         |                  | 30 maggio 2017  | 28 settembre 2017    | Dégrad des Cannes (Guyana francese) |
| P735 | La Combattante | 2018         | novembre 2018    | (giugno 2019)   | (agosto 2019)        | Fort Saint-Louis (Martinica)        |